# Acmopolynema michailovskayae
Acmopolynema michailovskayae är en stekelart som beskrevs av Vladimir V. Berezovskiy och Triapitsyn 2001. Acmopolynema michailovskayae ingår i släktet Acmopolynema och familjen dvärgsteklar. Inga underarter finns listade i Catalogue of Life.